# Hans S. Rupprecht
Hans Stefan Rupprecht (* 3. März 1930 in Nürnberg; † 9. Dezember 2010 in New York) war ein deutscher Physiker.

## Werdegang
Rupprecht studierte an der Friedrich-Alexander-Universität in Erlangen, an der er 1957 an der Naturwissenschaftlichen Fakultät promovierte. Anschließend war er bis 1961 am Siemens-Forschungslabor in Erlangen tätig und wechselte dann zum T. J. Watson Research Lab zu IBM in Yorktown Heights (New York). Er war von 1985 kehrte er nach Deutschland zurück, wo er bis 1995 Direktor des Fraunhofer-Instituts für Angewandte Festkörperphysik (IAF) in Freiburg im Breisgau sowie Professor für Physik an der Universität Freiburg war. Schwerpunkt seiner Forschungstätigkeit waren Verbindungshalbleiter. Nach seiner Pensionierung im Jahr 1996 zog er wieder nach New York, wo er auch starb.

## Publikationen (Auswahl)
- Über Konzentration und Beweglichkeit von Elektronen in Zinkoxydeinkristallen mit definierten Zusätzen. In: Journal of Physics and Chemistry of Solids. Band 6, Nr. 2, 1958, ISSN 0022-3697, S. 144–154, doi:10.1016/0022-3697(58)90088-X (Dissertation vom 4. März 1957).
- Günter Weimann, H. S. Rupprecht (Hrsg.): Gallium arsenide and related compounds 1993: proceedings of the Twentieth International Symposium on Gallium Arsenide and Related Compounds… Institute of Physics Pub., Bristol / Philadelphia 1994, ISBN 0-7503-0295-X.

## Ehrungen
- 1984 wurde er gemeinsam mit Jerry M. Woodall mit dem IEEE Andrew S. Grove Award “For pioneering work in gallium aluminum arsenide heterojunctions and high efficiency light emitting diodes and injection lasers prepared by liquid phase epitaxy.” ausgezeichnet